# Grande Retirada (Sérvia)
A Grande Retirada, também conhecido na historiografia sérvia como Gólgota Albanês  (em sérvio:  Албанска голгота / Albanska golgota), refere-se à retirada do Exército Real Sérvio através das montanhas da Albânia durante o inverno de 1915–16 da Primeira Guerra Mundial.
No final de outubro de 1915, a Alemanha, a Áustria-Hungria e a Bulgária lançaram uma grande ofensiva sincronizada, sob liderança alemã, contra a Sérvia. No início do mesmo mês, a França e a Grã-Bretanha desembarcaram quatro divisões em Salônica, respectivamente sob o comando do general Maurice Sarrail e do general Sir Byron Mahon, para ajudar o seu aliado sérvio, em menor número, apanhado entre as forças invasoras. Os sérvios lutaram enquanto recuavam para o sul com o plano de retirar-se para a Macedônia para se unirem às forças aliadas. Após a deserção da Grécia, as forças búlgaras detiveram a força de socorro franco-britânica no Vale de Vardar, os sérvios encontraram-se varridos na planície do Kosovo pelas colunas convergentes austro-húngaras, alemãs e búlgaras. 
Para escapar do cerco dos invasores, em 23 de novembro de 1915, o governo e o comando supremo tomaram a decisão conjunta de recuar pelas montanhas de Montenegro e da Albânia. O objetivo era chegar à costa do Adriático, onde reorganizariam e reequipariam o Exército Sérvio com a ajuda dos Aliados. Os sérvios então recuaram através das montanhas em três colunas; a retirada levou os remanescentes do exército, o Rei Pedro I da Sérvia, centenas de milhares de refugiados civis, e prisioneiros de guerra. Entre Novembro de 1915 e Janeiro de 1916, durante a viagem através das montanhas, 77.455 soldados e 160.000 civis congelaram, morreram de fome, morreram de doenças ou foram mortos por ataques inimigos. Os pilotos austríacos usaram a nova tecnologia da época, lançando bombas sobre as colunas em retirada, no que foi chamado de “o primeiro bombardeamento aéreo de civis”. 
Das 400 mil pessoas que partiram na viagem, apenas 120 mil soldados e 60 mil civis chegaram à costa do Adriático para serem evacuados por navios aliados para a ilha de Corfu, onde um governo sérvio no exílio liderado pelo príncipe-regente Alexandre e Nikola Pašić foi estabelecido. Outros 11 mil sérvios morreriam mais tarde de doenças, desnutrição ou exposição sofrida durante o retiro. Em algumas fontes publicadas após o conflito, o acontecimento foi descrito como o maior e mais trágico episódio da Grande Guerra. 

## Contexto

### Campanhas sérvias

#### 1914
Em 28 de julho de 1914, um mês após o assassinato do arquiduque austríaco Francisco Ferdinando, a Áustria-Hungria, o segundo maior país da Europa, declarou guerra à Sérvia. Cinco meses depois, após sofrer uma terceira grande derrota no campo de batalha,  a monarquia dos Habsburgos foi humilhada pelos "regimentos camponeses de um pequeno reino dos Balcãs".  Francisco Ferdinando não foi vingado, com a Monarquia Dual perdendo o dobro de homens que os sérvios. O golpe para o prestígio dos Habsburgos foi incalculável e a Sérvia marcou a primeira vitória aliada na Primeira Guerra Mundial.  

#### 1915

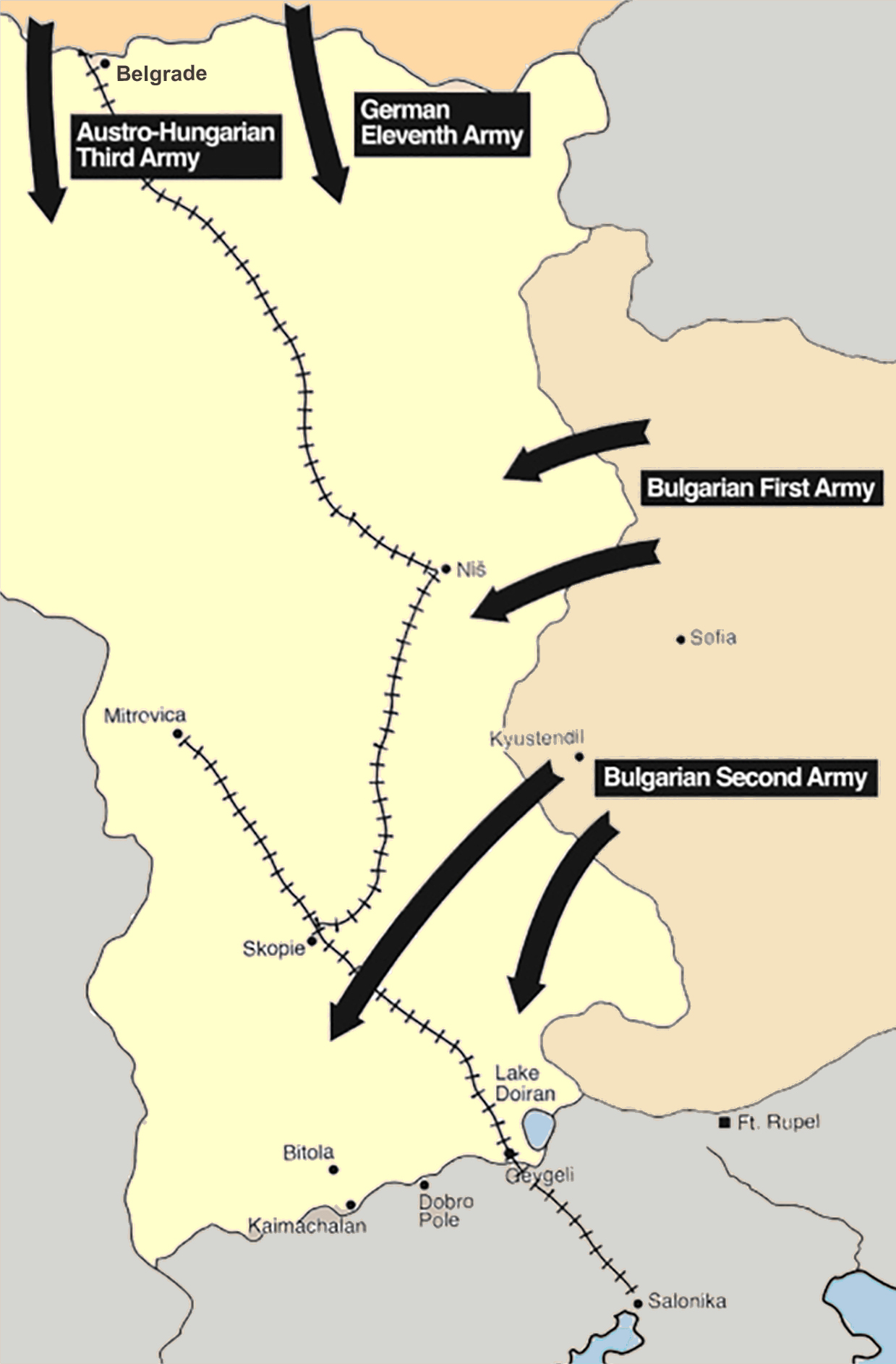
Ataque das Potências Centrais à Sérvia, outubro de 1915

No início de 1915, o chefe do Estado-Maior alemão, Erich von Falkenhayn convenceu o chefe do Estado-Maior austro-húngaro, Franz Conrad von Hötzendorf a lançar uma nova invasão da Sérvia. Em Setembro, a Bulgária assinou um tratado de aliança com a Alemanha e rapidamente mobilizou o seu exército.  Em 6 de outubro de 1915, forças combinadas alemãs e austro-húngaras sob o comando do Marechal de Campo August von Mackensen atacaram a Sérvia pelo norte e oeste com a intenção de atrair o grosso das forças sérvias ao longo do Sava e do Danúbio. 
Em 11 de Outubro, sem uma declaração prévia de guerra, os búlgaros começaram a atacar posições fronteiriças sérvias. Em 14 de Outubro, a Bulgária finalmente declarou guerra à Sérvia e o Primeiro e o Segundo Exércitos, sob o comando do General Boyadzhiev, avançaram para a região de Timok, no nordeste da Sérvia  com a missão de cortar a linha ferroviária vital que ia de Salónica até o Vardar. e vales do rio Morava, e privando a Sérvia de reforços e munições de artilharia.  Numerando quase 300.000 homens, as forças da Bulgária rapidamente dominaram as fracas unidades sérvias ao longo da fronteira.  O exército sérvio tinha 250 mil homens, dos quais um grande número já lutava contra 300 mil alemães e austríacos no norte. Além disso, as tropas austríacas logo começaram a marchar da Dalmácia. 
Enfrentando uma frente de 1200km contra três exércitos e como as promessas de ajuda e reforços dos Aliados fracassaram, o Comando Supremo do Exército Sérvio iniciou uma retirada organizada em direção a Kragujevac e Niš .  Em 6 de novembro, o Primeiro Exército Búlgaro fez contato com o Décimo Primeiro Exército Alemão do General Gallwitz nas proximidades de Niš; em 10 de novembro, eles cruzaram o rio Morava cerca de 29km ao sul de Niš e atingiu os sérvios. Durante dois dias, o exército sérvio, em grande desvantagem numérica, manteve Prokuplje, mas acabou tendo que recuar.  A pressão dos austro-húngaros, dos alemães e do Primeiro Exército Búlgaro no norte e do Segundo Exército Búlgaro avançando do leste forçou os sérvios a recuar na direção sudoeste para o Kosovo. 

## Prelúdio

### Ofensiva do Kosovo, 10 a 24 de novembro

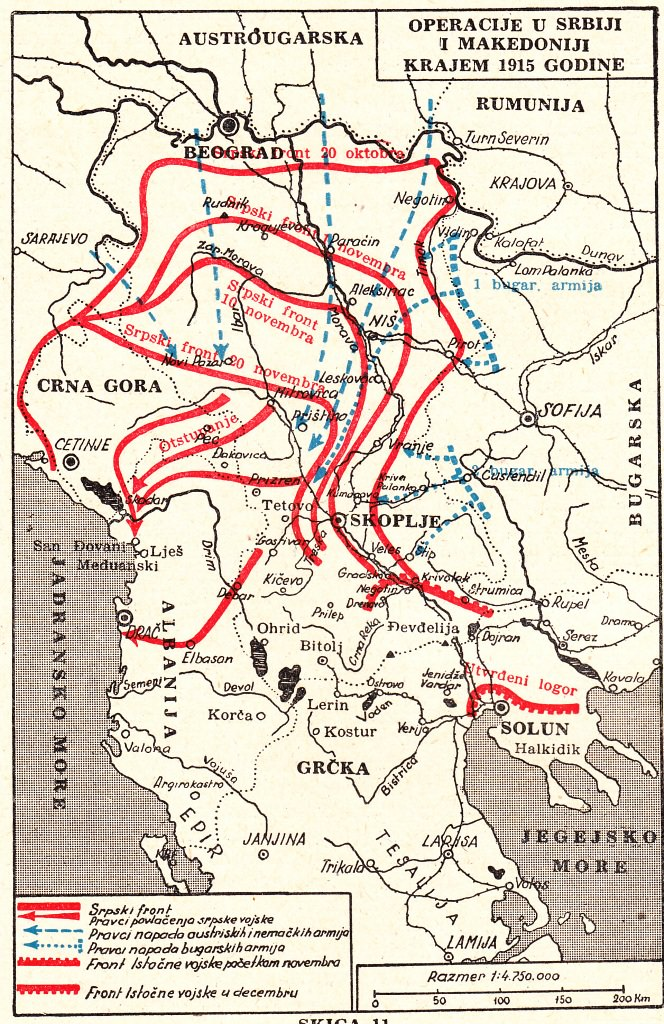
Linhas de frente do Exército Sérvio entre outubro e novembro de 1915.

Em meados de novembro, os exércitos sérvios chegaram a Pristina à frente dos seus perseguidores, mas não conseguiram romper para sul através do bloqueio do Segundo Exército Búlgaro no Passo de Kačanik, perto de Skopje, a fim de chegar a Salónica e estabelecer a ligação com as tropas francesas do General Sarrail.  O objectivo de Mackensen era encurralar os sérvios na área do Kosovo e forçá-los a travar uma batalha final decisiva. 
A ruptura das comunicações entre Niš-Skopje-Salonika e a ruptura da ligação com os Aliados colocaram o exército numa situação muito crítica. O Marechal de Campo Putnik começou a concentrar as suas tropas com o propósito de garantir o acesso ao planalto de Gnjilane conhecido como "Campo dos Melros".  
A Luftfahrtruppen austríaca, que até então fornecia apoio aéreo ao exército austro-húngaro e comunicações entre o Décimo Primeiro Exército Alemão e o Primeiro Exército Búlgaro,  começou a utilizar aviões de reconhecimento para realizar missões de bombardeamento através da planície do Kosovo, atingindo as colunas de refugiados. e confundir os limites entre combatentes e não combatentes no que foi chamado de "o primeiro bombardeio aéreo de civis".  Os albaneses hostis aos sérvios montaram ações de guerrilha eliminando destacamentos fracos, agindo como vingança pela repressão que sofreram após a transferência da província do território otomano para o território sérvio e montenegrino, dois anos antes.  
Todo o exército búlgaro, apoiado do norte por partes do Décimo Primeiro Exército Alemão, avançou agora contra os sérvios. Após intensos combates em 23 de novembro, Pristina e Mitrovica caíram nas mãos das Potências Centrais e o governo sérvio abandonou Prizren, a sua última capital temporária na Sérvia. 
Apenas três possibilidades foram consideradas: capitulação e paz separada, uma batalha final de aniquilação honrosa, mas desesperada, ou nova retirada. Apenas recuar e contra-atacar foram seriamente considerados, enquanto a capitulação não era uma opção disponível; a única via de fuga possível ficava para sudoeste e noroeste, sobre as imponentes cadeias montanhosas de Korab e Prokletije, na Albânia e Montenegro, parte dos Alpes Dináricos, uma região com uma altitude de mais de 1.800m quando a neve estava começando a cair. O governo sérvio liderado pelo primeiro-ministro Nikola Pašić, pelo príncipe regente Alexandre e pelo Comando Supremo sob o comando do marechal de campo Radomir Putnik tomou a decisão de ordenar uma retirada geral e continuar lutando desde o exílio, planejando reorganizar e reformar o exército com a ajuda e apoio do Aliados. 

### Ordem de retirada, 25 de novembro
Em 23 de novembro, Vojvoda Putnik ordenou que todas as forças sérvias usassem a última munição de artilharia e depois enterrassem os canhões, levando consigo os blocos de culatra e a mira; se enterrar as armas fosse impossível, elas seriam inutilizadas.  Putnik também ordenou que, para salvá-los de serem capturados pelo inimigo, todos os meninos próximos da idade militar, de doze a dezoito anos, 36 mil no total, deveriam seguir o exército e participar da retirada com o objetivo de salvar a masculinidade do país. e recrutando soldados para a frente futura.  Em 25 de novembro de 1915, uma ordem oficial de retirada dirigida aos comandantes de todos os exércitos foi publicada pelo Alto Comando Sérvio: 
A única saída para esta grave situação é uma retirada para a costa do Adriático. Lá nosso exército será reorganizado, abastecido com alimentos, armas, munições, roupas e todas as outras necessidades que nossos aliados nos enviarem, e seremos novamente um fato com o qual nossos aliados deverão contar. A nação não perdeu a sua existência, continuará a existir mesmo em solo estrangeiro, enquanto o governante, o governo e o exército estiverem lá, não importa qual seja a força do exército.

— Alto Comando Sérvio, 25 de novembro de 1915

## Retirada

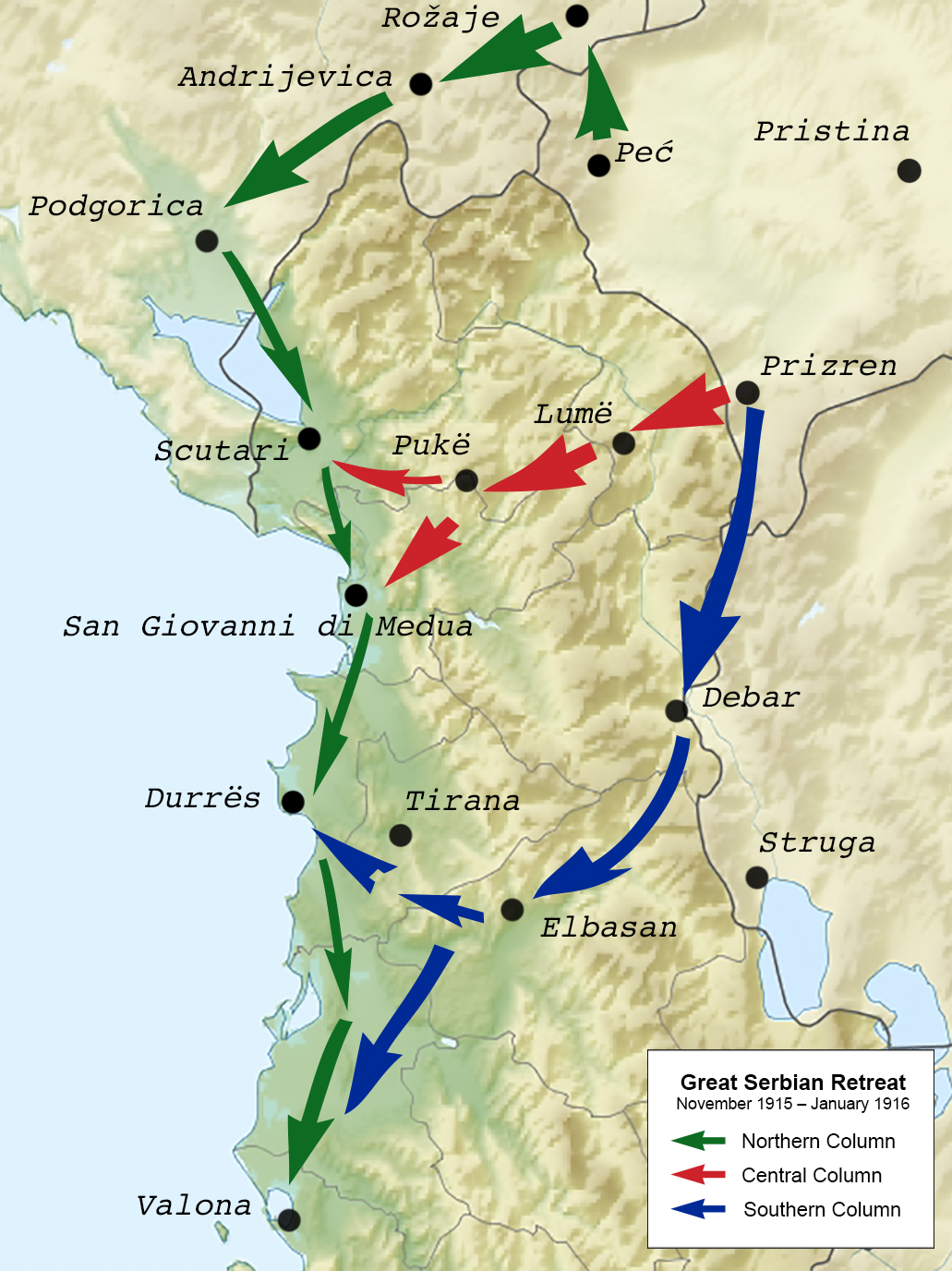
Direções de retirada do exército sérvio durante a retirada através de Montenegro e Albânia.

O Exército Sérvio dividiu-se em três colunas rumo às montanhas da Albânia e Montenegro, perseguido pela Décima Brigada de Montanha Austro-Húngara e pelo Corpo Alpino Alemão.  O moral baixo do exército foi impulsionado pela presença do doente rei Pedro I, de 71 anos, que havia se afastado em 14 de junho para deixar seu filho, o príncipe Alexandre, governar como regente, mas agora retomou seu trono para enfrentar a crise com seu povo. O idoso monarca, quase cego, viajou pelas montanhas num carro de boi.  Para escapar ao esforço final de cerco do General Mackensen, o exército sérvio e uma massa de civis que fugiam dos massacres perpetrados pelas tropas austro-húngaras,  recuaram ao longo de três rotas, todas convergindo para o Lago Scutari, na fronteira da Albânia e Montenegro., e de lá rumo ao Adriático. 
Ao chegar à Albânia, Essad Paxá Toptani, um líder albanês e ex-general otomano, que era aliado sérvio e a única autoridade central que restava na Albânia, forneceu proteção sempre que possível.  Onde ele estava no controle, seus gendarmes deram apoio às tropas sérvias em retirada, mas à medida que as colunas se moviam para territórios no norte, os ataques de tribos albanesas e irregulares tornaram-se comuns.  As ações brutais das tropas sérvio-montenegrinas na Primeira Guerra dos Balcãs fizeram com que muitos dos habitantes locais se preparassem para se vingar dos soldados que recuavam pelas passagens nas montanhas, continuando o ciclo de vingança com matanças e saques. 

### Recuando colunas

#### Colunas do Norte
A Coluna do Norte, composta pelo Primeiro, Segundo e Terceiro Exército e pelas tropas da defesa de Belgrado, tomou a rota através do sul de Montenegro, de Peć a Scutari (Shkodër), via Rožaje, Andrijevica e Podgorica.  
Continha o maior contingente de tropas sérvias e também incluía uma unidade médica móvel O primeiro Hospital de Campanha Sérvio-Inglês, com dois médicos, seis enfermeiras e seis motoristas de ambulância. A unidade era chefiada pela enfermeira britânica e major comissionada, Mabel Stobart.  A retirada desta força para Andrijevica ocorreria sob a direção do Primeiro Exército, que ocuparia posições em Rožaje. Membros dos Hospitais Femininos Escoceses para Serviço Estrangeiro na Sérvia também foram evacuados seguindo esta rota, às vezes ao lado do exército. 
A missão das tropas de defesa de Belgrado era cobrir a retirada do Exército do Timok enquanto esse exército não tivesse iniciado o seu movimento de retirada, e depois retirar-se por sua vez.  Por causa disso, a coluna norte atrasou a sua partida de Peć até 7 de dezembro. Também tinha a responsabilidade de atuar como retaguarda contra um ataque dos austro-húngaros, búlgaros e alemães. Traçando um arco de noroeste a sudoeste através do território montenegrino e contornando a fronteira norte da Albânia através das montanhas cobertas de neve, a fome, a exposição e as doenças mataram soldados e civis, bem como prisioneiros de guerra que viajavam com eles, aos milhares. 
A coluna norte começou a chegar a Scutari em 15 de dezembro. Oficiais sérvios e tripulações de artilharia em Montenegro entregaram 30 canhões ao exército montenegrino,  As forças montenegrinas desempenharam um papel fundamental no encobrimento da retirada, principalmente contra as forças austro-húngaras na Batalha de Mojkovac. 

#### Colunas Centrais

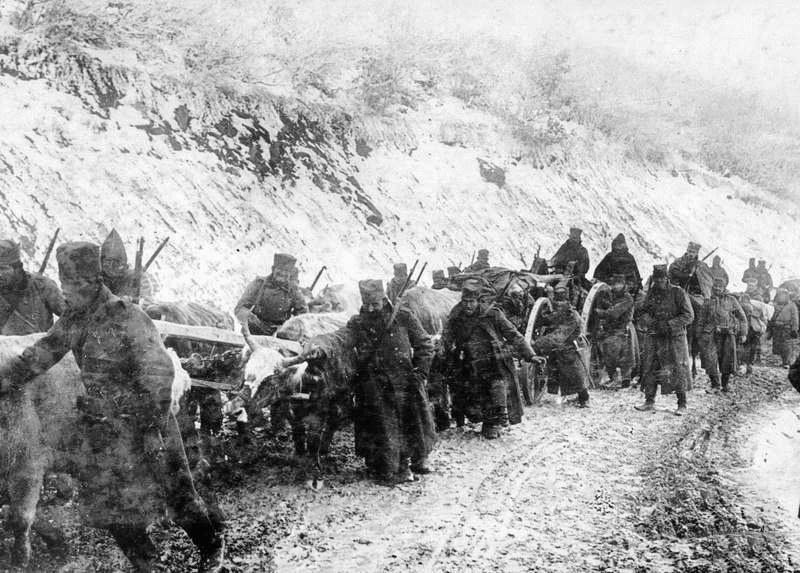
Artilharia sérvia em retirada

A coluna central consistia no rei Pedro I, a corte, o governo e o Estado-Maior tomaram a rota através do centro do Kosovo através do norte da Albânia, de Prizren a Shkodër via Lum e Pukë. 
Depois de atravessar a ponte do Vizir no rio Drin, as tropas, que haviam recuado da Macedônia, continuaram para oeste através da Albânia, finalmente até Lezhë. A Divisão Timok também continuou a mover-se para sul e depois para oeste através da Albânia até Durrës. Tinha o caminho mais curto para o mar, mas encontrou alguma resistência de albaneses hostis. 
O regente Alexander cruzou-o em apenas dois dias e meio e o governo sérvio partiu em 24 de novembro, chegando a Shkodër/Scutari quatro dias depois. Os oficiais do Comando Supremo que acompanhavam o Chefe do Estado-Maior General Radomir Putnik demoraram mais, partindo no dia 26 de novembro e chegando a Shkodër no dia 6 de dezembro. 

#### Colunas do Sul
A coluna sul seguiu a terceira rota de retirada, de Prizren a Lum e mais adiante através das montanhas albanesas até Debar e Struga. 
A coluna sul foi a primeira a partir e a última a chegar à costa. A rota sul apresentava a forma mais direta de fazer contato com o Exército do Oriente de Sarrail. O Quartel-General tinha solicitado aos comandantes destes grupos que mantivessem comunicação telegráfica constante, mas desde o primeiro dia de operações isso foi considerado impossível. A geografia do país não permitia nenhum outro meio de comunicação, de modo que os comandantes desses grupos ficaram entregues à própria sorte durante todo o movimento. 
Todas as tropas deste grupo foram colocadas sob as ordens do comandante do Exército Timok.  A coluna partiu em 25 de novembro e moveu-se para o sul até Elbasan. Ao longo do caminho, teve de enfrentar a resistência albanesa e os ataques búlgaros; em 10 de dezembro, os búlgaros atacaram as posições sérvias ao longo da crista da cordilheira Jablanica.  Quando os búlgaros chegaram novamente a Struga antes deles, os soldados e civis sérvios viraram-se para sudoeste, marchando pela costa albanesa até Vlorë e através da via Tirana, chegando a Durrës em 21 de dezembro. 

## Costa albanesa
Já em 20 de novembro, Pašić enviou uma mensagem urgente aos aliados da Sérvia, solicitando o envio de suprimentos, principalmente alimentos, para os portos do Adriático. Quando as colunas Norte e Central chegaram a Shkodër, encontraram o porto vazio dos navios estrangeiros que esperavam e esperavam. Ao saber que alguns suprimentos haviam desembarcado em Durrës, 60km de distância, as colunas de tropas e refugiados foram enviadas mais para o sul. 
Os alimentos eram despachados da França e da Grã-Bretanha mas ainda ficavam em Brindisi, na Itália, porto escolhido para o embarque dos materiais.  Devido à presença de forças navais austríacas no Adriático, e depois que um comboio enviado anteriormente a Skadar foi destruído pela marinha austro-húngara,  os italianos enviaram apenas alguns navios.  Em 22 de novembro, destróieres austríacos afundaram os navios italianos Palatino e Gallinara, que navegavam de Brindisi para Saint Giovanni di Medua e Durrës, na costa albanesa, enquanto o Unione, outro navio italiano que transportava suprimentos, foi forçado a afundar após ser atacado por um submarino. 
Em 5 de dezembro, o navio italiano Benedetto Giovanni, ao lado do navio grego Thira, foi afundado perto de Saint Giovanni di Medua por um cruzador austríaco.  Nos dias 8 e 9 de janeiro, mais dois navios italianos, o Brindisi e o Città di Palermo, foram afundados pela Marinha Austro-Húngara. Eventualmente, foi tomada a decisão de evacuar o exército sérvio, e os civis que o acompanham, para a ilha grega de Corfu, ocupada pelos franceses, e até Bizerta, na Tunísia francesa.  Esta decisão, tomada principalmente pelos franceses, não envolveu quaisquer discussões com as autoridades gregas.  Os refugiados seriam transportados de Durrës e Saint Giovanni di Medua para Vlora, onde embarcariam em três grandes navios franceses e outro fornecido pela Marinha Real Italiana e transportados para o porto tunisino de Bizerte.  Em 11 de janeiro de 1916, soldados franceses, mais tarde acompanhados por italianos e britânicos, iniciaram a ocupação de Corfu, em preparação para a chegada das tropas sérvias. 

### Evacuação, 15 de janeiro - 5 de abril de 1916

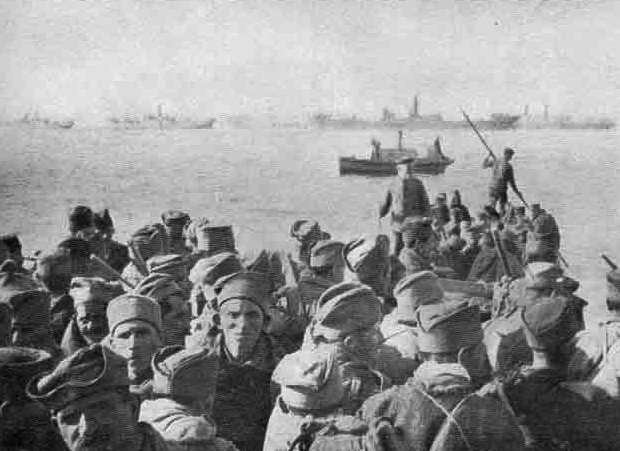
Tropas sérvias esperando para serem evacuadas para Corfu c. 1916

A evacuação começou em 15 de janeiro; a viagem foi feita a partir de três portos, San Giovanni di Medua, Durrës e Valona (Vlorë).  Ao todo, 45 navios de transporte italianos, 25 franceses e onze britânicos foram empregados na evacuação; realizaram 202, 101 e 19 viagens, respectivamente.  O duque de Abruzzi e o vice-almirante Emanuele Cutinelli Rendina, comandante das forças navais italianas no sul do Adriático (com quartel-general em Brindisi), foram encarregados de planear a evacuação por mar; foi estabelecido que navios maiores carregariam as tropas em Durres e Vlore, enquanto navios menores seriam empregados em San Giovanni di Medua. O contra-almirante Guglielmo Capomazza supervisionou a evacuação em Vlorë, na Albânia. 
Em 14 de janeiro, o governo sérvio, os ministros e os membros do corpo diplomático embarcaram num navio italiano, o Citta di Bari, com destino a Brindisi.  Em 6 de fevereiro, o comando supremo sérvio e o regente Alexandre foram evacuados para Corfu, onde cerca de 120.000 evacuados chegaram até 15 de fevereiro, e cerca de 135.000 dez dias depois. Cerca de 10.000 evacuados foram levados para Bizerta na mesma época. Os doentes foram transportados para a ilha grega de Vido, para prevenir epidemias. Os italianos assumiram a maioria dos prisioneiros dos Habsburgos, e transferiram-nos para a ilha desabitada de Asinara (ao largo da costa da Sardenha). Quase 5.000 refugiados, a maioria mulheres, crianças e idosos, foram levados para a Córsega acompanhados pelo Fundo de Ajuda Sérvio e pelo Hospital Militar das Mulheres Escocesas. 
A maioria das tropas sérvias foi evacuada em 19 de fevereiro. Em 23 de fevereiro de 1916, a transferência da infantaria foi concluída, incluindo 6.000 soldados montenegrinos que se juntaram a eles.  A divisão de cavalaria, que iniciou a evacuação em 27 de fevereiro de 1916, mas teve que esperar por um tempo melhor, foi a última a embarcar em 5 de abril de 1916, o que marcou o fim da operação.   Um total de 260.895 homens foram evacuados, incluindo soldados sérvios e montenegrinos e refugiados civis, as famílias reais, o governo sérvio e membros de delegações. 

## Consequências

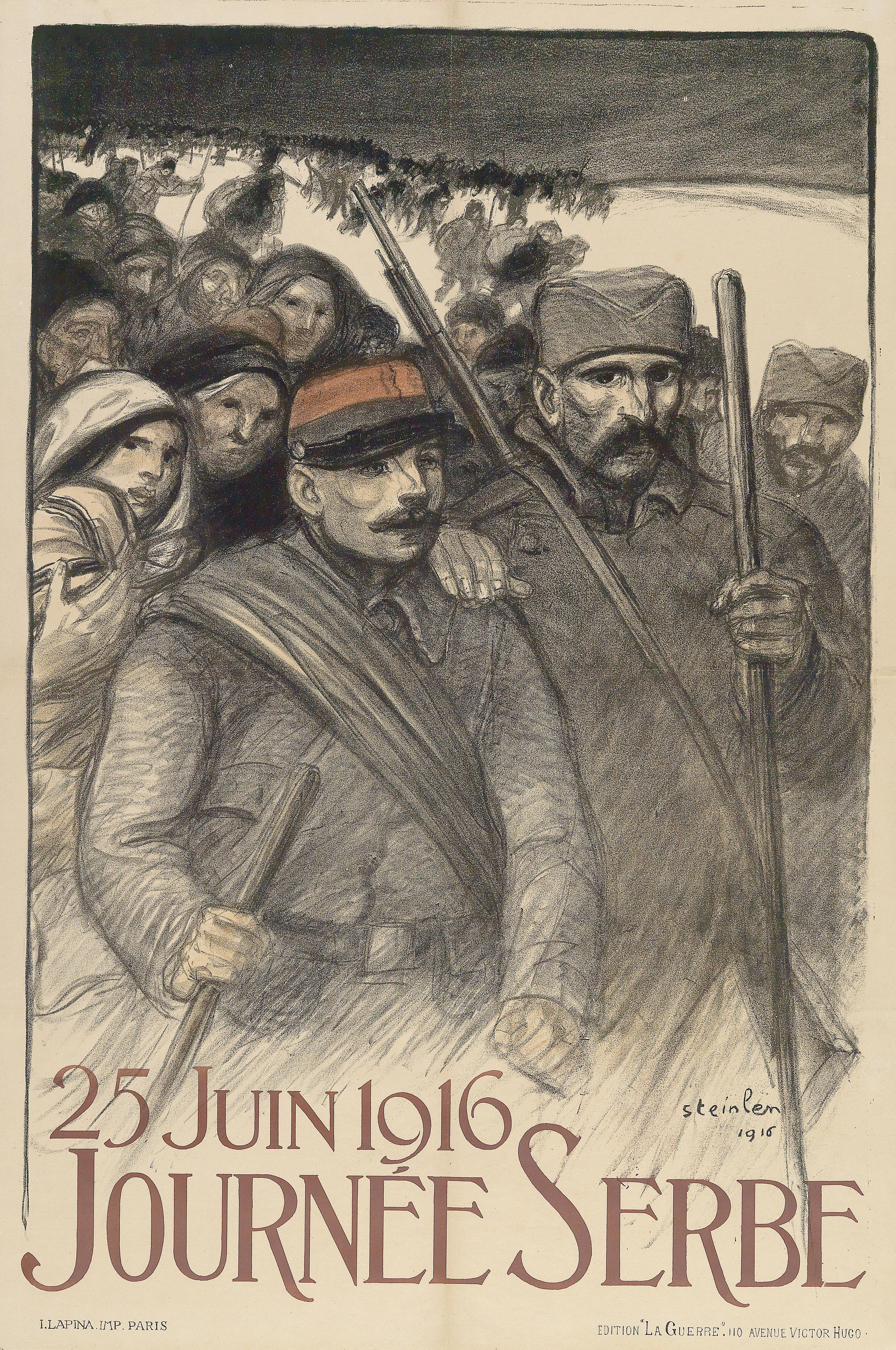
Dia da Sérvia, organizado em Paris em benefício do Fundo de Ajuda da Sérvia em 25 de junho de 1916. Pôster de Theophile Alexandre Steinlen

De acordo com as estatísticas oficiais de 1919, 77.455 soldados sérvios morreram, enquanto 77.278 desapareceram. O pior destino se abateu sobre a Coluna Sul, onde aproximadamente 36.000 meninos, alguns que teriam se tornado recrutas em 1916, mas alguns com apenas doze anos, receberam ordens do Exército para se juntarem à retirada; em um mês, cerca de 23.000 deles morreram. 
Dos cerca de 220 mil refugiados civis que partiram do Kosovo para a costa do Adriático, apenas cerca de 60 mil sobreviveram. Aqueles que sobreviveram estavam tão fracos que milhares deles morreram de pura exaustão nas semanas após o resgate. Como a composição rochosa da ilha dificultava a escavação de sepulturas, aqueles que morreram na viagem foram enterrados no mar. Os corpos foram baixados de navios franceses para as profundezas do mar Jônico, perto da ilha grega de Vido; acredita-se que mais de 5.000 sérvios tenham sido enterrados desta forma. O mar ao redor de Vido é conhecido como "O Cemitério Azul" (Plava grobnica)" 
O marechal de campo Putnik viajou para a França para tratamento médico, onde morreu no ano seguinte.  Quase 5.000 refugiados sérvios, na sua maioria mulheres e crianças, foram enviados para a Córsega, evacuados da Albânia, foram atendidos pelo pessoal do Hospital Militar das Mulheres Escocesas que os tinha viajado, uma operação financiada pelo Fundo de Ajuda Sérvia com sede em Londres. Muitos dos meninos que sobreviveram ao retiro foram enviados para a França e a Grã-Bretanha para estudar. 

### Sérvia ocupada
A Sérvia foi dividida em zonas separadas de ocupação militar austro-húngara e búlgara. Na zona de ocupação austro-húngara (norte e centro da Sérvia), o Governorado Geral Militar da Sérvia foi estabelecido com centro em Belgrado. No território ocupado pelos búlgaros, foi estabelecido um governo militar com centro em Niš, a área foi dividida em duas zonas administrativas. Tanto o regime de ocupação austríaco como o búlgaro foram muito duros, a população foi exposta a várias medidas de repressão, incluindo internamento em massa, trabalho forçado, campos de concentração para opositores políticos, fome, política de desnacionalização e de bulgarização. 
O Kosovo foi dividido em duas zonas ocupacionais austro-húngaras: Metohija entrou no Governo Militar Austro-Húngaro de Montenegro, enquanto uma parte menor do Kosovo com Mitrovica e Vucitrn tornou-se parte do Governo Militar Austro-Húngaro da Sérvia. A maior parte do Kosovo – Pristina, Prizren, Gnjilane, Urosevac, Orahovac foi incluída na Região Militar Búlgara da Macedônia. 

### Frente de Salônica
Durante 1916, mais de 110.000 soldados sérvios foram transferidos para Salônica, onde se juntaram ao exército Aliado depois que a Grécia entrou na guerra; cerca de seis divisões de infantaria sérvias e uma divisão de cavalaria, com nomes de regiões e rios da sua terra natal, acabariam por voltar a servir, desempenhando um papel fundamental no avanço da Frente Macedônia em Setembro de 1917, e na libertação da sua terra natal um ano depois. 

### Legado
A grande retirada é considerada pelos sérvios uma das maiores tragédias da história do seu país.  É lembrado, usando o simbolismo bíblico, como o Gólgota albanês, um sacrifício sagrado seguido pela “ressurreição” nacional da vitória da Sérvia no final da guerra. 

## Imagens
- Rei Pedro I da Sérvia durante a retirada, por Frank O. Salisbury
- Tropas e refugiados sérvios
- Unidade de artilharia a cavalo
- Cavalaria cruzando o Drin Negro
- Radomir Putnik carregado por carregadores
- A Coluna do Primeiro Hospital de Campanha Sérvio-Inglês